# Diaphania euryzonalis
Diaphania euryzonalis is een vlinder uit de familie van de grasmotten (Crambidae), uit de onderfamilie van de Spilomelinae. De wetenschappelijke naam van deze soort is voor het eerst voorgesteld als Glyphodes euryzonalis door George Francis Hampson in een publicatie uit 1912. De spanwijdte van het mannetje bedraagt 34 millimeter. De voorvleugellengte varieert van 14 tot 18 millimeter.

## Verspreiding
De soort komt voor in Mexico, Costa Rica, Colombia, Venezuela, Brazilië, Ecuador, Peru en Bolivia.

## Habitat
Deze vlinder wordt het meest aangetroffen in nevelwouden op een hoogte tussen de 780 en 2000 meter boven zeeniveau.